# 1748 w polityce

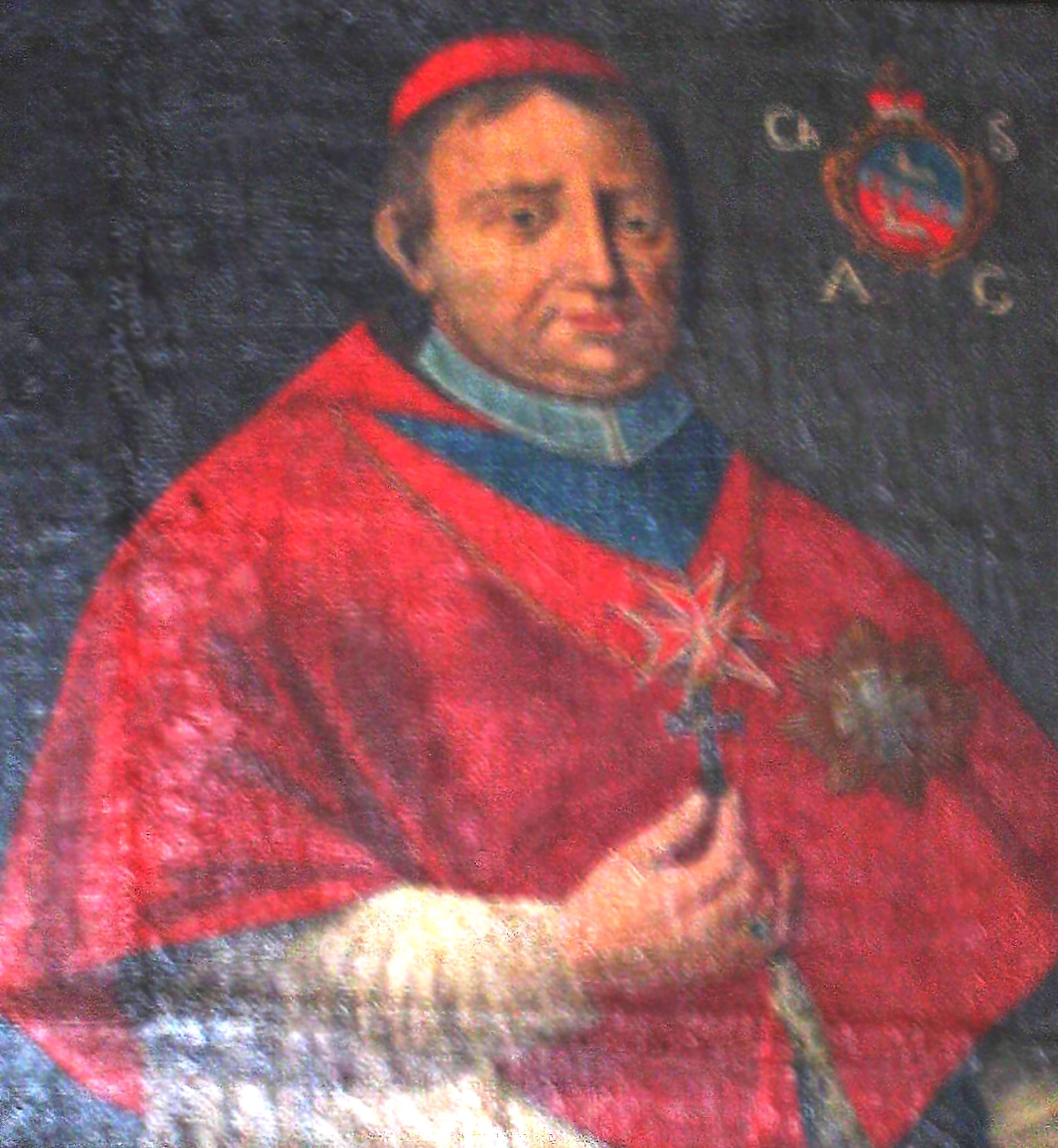
Krzysztof Antoni Szembek

Wydarzenia polityczne w 1748 roku.

## Zmarli
- 6 lipca Krzysztof Antoni Szembek, prymas Polski[1].